# Sara Yuceil
Sara Yuceil (Mons, 22 juni 1988) is een Belgische voetbalspeelster. Sinds 2016 speelt ze in het middenveld bij het Franse Olympique de Marseille in de Division 1 Féminine. Ze speelt ook voor de Red Flames.

## Loopbaan

### Club
Yuceil startte haar jeugd bij White Star Woluwe, ze bleef bij de club tot 2012. In het seizoen 2012-2013 ging ze naar OHL waar ze uit kwam in de Women's BeNe League. Na 2 seizoenen ging ze voor 2 seizoenen naar Standard Luik. Daar werd ze respectievelijk kampioen in de BeNe League als in de Super League. 
Met Standard speelde ze ook in de Champions League.
| Seizoen   | Ploeg         | Wed. | Goal | Kreeg geel | Weggestuurd |
| --------- | ------------- | ---- | ---- | ---------- | ----------- |
| 2015-2016 | Standard Luik | 2    | 0    | 0          | 0           |

Vanaf seizoen 2016-17 trok ze naar het Franse Olympic de Marseille. Omdat ze niet kon aarden in het zuiden van Frankrijk vertrok ze na één seizoen weer bij Marseille om een contract te tekenen bij het Nederlandse PSV Eindhoven.

### Red Flames
Ze speelde 1 wedstrijd voor de U-19, tegen Duitsland op 16 juli 2006. Ze speelde 29 minuten en verloor de wedstrijd met 4-0.
Sinds 2015 zit ze in de selectie van de A-ploeg. Haar eerste wedstrijd was op 11 februari tegen Spanje. De wedstrijd werd verloren met 2-1.
Yuceil zit momenteel in de selectie voor de wedstrijden in de Cyprus Cup.

## Palmares
- 2015: Kampioen Women's BeNe League
- 2016: Kampioen Super League